# 154 f.Kr.
| 154 f.Kr.          |
| ------------------ |
| Dødsfald - Fødsler |

## Født
- Gaius Sempronius Gracchus